# Jane Senior
Jane Nassau Senior (Uffington, 10 de diciembre de 1828–24 de marzo de 1877) fue una filántropa británica y la primera funcionaria de Gran Bretaña. Fue cofundadora de la Metropolitan Association for Befriending Young Servants (MABYS).

## Vida

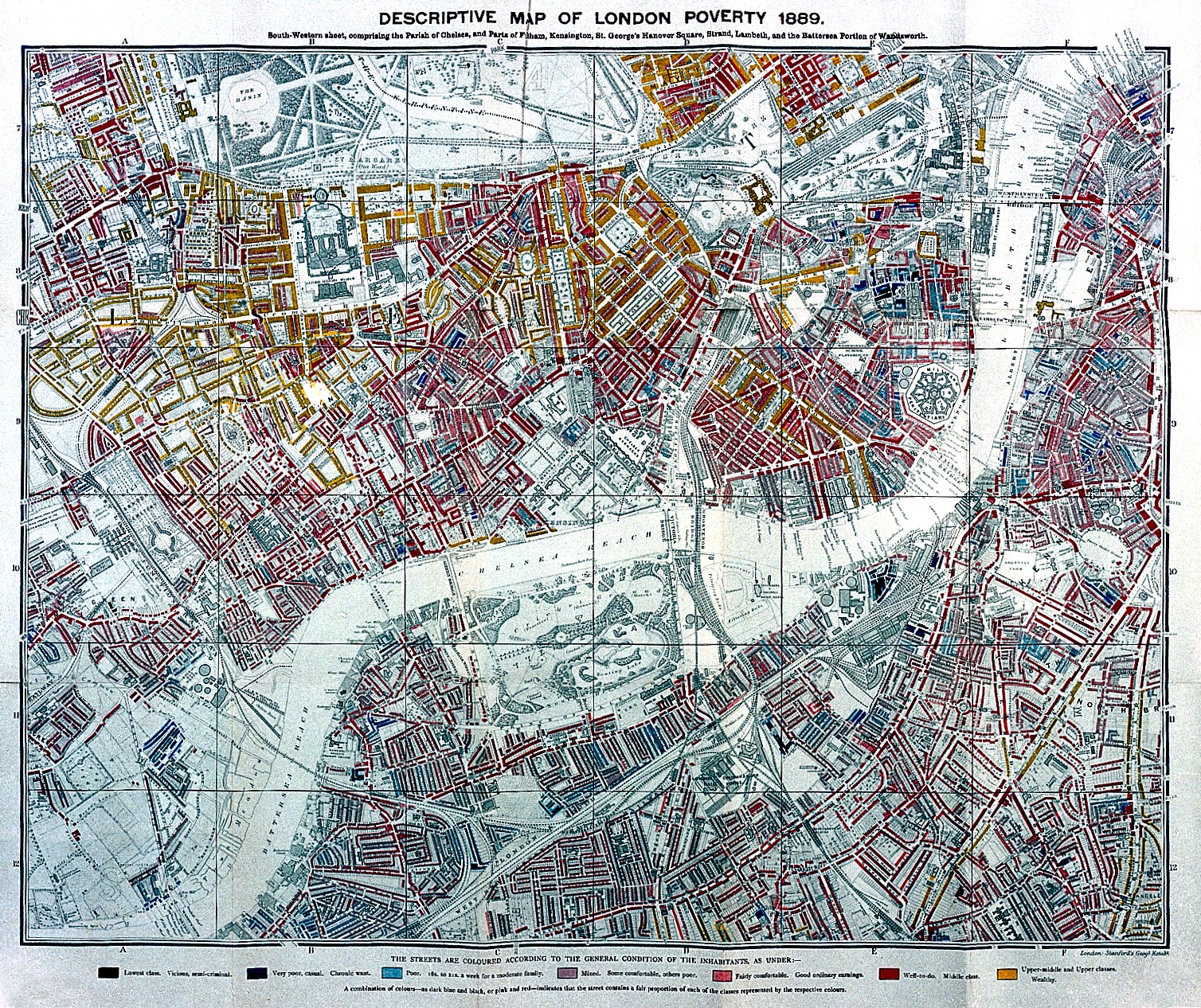
El condado de Surrey, cuya mayor parte de la parte metropolitana se muestra aquí al sur del Támesis, tal como estaba la zona cuando se unió al incipiente condado de Londres en 1889. Contenía en la parte mostrada y tres parroquias más allá, al este, muchas calles pobres. Estos están sombreados en azul y negro, por Charles Booth (reformador social).

Senior nació Jane Elizabeth Hughes en Uffington el 10 de diciembre de 1828, hija de John Hughes y la única hermana del autor Thomas Hughes y otros cinco hermanos.
Senior hizo trabajos de ayuda material para las víctimas de la guerra franco-prusiana de 1870 como parte de la incipiente Sociedad Nacional de Ayuda a los Enfermos y Heridos de Guerra, reconstituida en 1905 como la Cruz Roja Británica. Dirigió muchos aspectos prácticos para el manejo de estas donaciones.
El trabajo con niños empobrecidos en Surrey llevó al nombramiento de Senior en 1873 como inspectora asistente de casas de trabajo. Este puesto le fue dado por James Stansfeld, en contra de la oposición del servicio civil. El objetivo de la publicación era un Informe del Servicio Civil, que ella enmarcó cubriendo tanto a las niñas pobres como niñas en edad escolar, como sus historias después de la escuela. Cuando apareció el Informe en 1875, habiendo intervenido las lelecciones generales de 1874, recibió fuertes críticas por parte del oficial superior de la Royal Navy Carleton Tufnell, actuando en concierto con The Times.
Una reunión convocada por el reverendo Thomas Vincent Fosbery (entonces capellán del obispo Samuel Wilberforce) en mayo de 1874, en el Palacio de Lambeth. Reunió a Senior, Elizabeth, esposa del Reverendo Harold Browne, obispo de Winchester, Catharine Tait y Mary Elizabeth Townsend (1841-1918). Acordaron establecer la Girls' Friendly Society, fundada el 1 de enero de 1875 para que las sirvientas jóvenes y "totalmente intachables" pudieran tener un amigo de una clase social más alta con quien reunirse, leer, coser, tomar un refrigerio.
Senior, junto con Caroline Emelia Stephen y su prima, fundaron en 1876 la Metropolitan Association for Befriending Young Servants, que rivalizaba con ella, para habilitar a niñas institucionalizadas y vulnerables en Londres. Senior no había encontrado suficientes puntos en común con los anglicanos senior de GFS que usaban las unidades geográficas de la iglesia y algunos de los cuales insistieron en no dar pistas sobre la incorrección de un sirviente. En cambio, su exitosa organización buscó desinstitucionalizar a los reclutas, de lugares como casas de trabajo para convertirlos en sirvientes confiables y calificados. Senior, con el apoyo de Thomas John Barnardo, había presionado para que MABYS y organismos similares se convirtieran automáticamente en tutores hasta la edad de 20 años para cualquier niño que hubiera estado bajo el cuidado de la Ley de Pobres durante más de cinco años.
Murió de cáncer de útero y agotamiento el 24 de marzo de 1877, a los 48 años; y está enterrada en el cementerio de Brookwood en Surrey.

## Asociaciones
El artista GF Watts se había convertido en confidente de Jane Senior a mediados de la década de 1850; se escribieron y la mayoría de las cartas han sido destruidas. Octavia Hill, institutriz durante un tiempo de los hijos de Thomas Hughes, se convirtió en una amiga cercana. Senior era amiga y corresponsal del novelista George Eliot.
En Clapham, Senior conoció a Marianne Thornton, figura de la secta Clapham e hija de Henry Thornton, y a su sobrina Henrietta Synnot, ambas involucradas en la educación local. Synnot se convirtió en su asistente. Caroline Stephen causó una impresión muy positiva y fue una influencia para el futuro. A raíz de la "controversia de Eyre", invitó a Emelia Russell Gurney, esposa de Russell Gurney, a mostrar sus bocetos de Jamaica.
A principios de la década de 1870, Senior trabajó con Henrietta Rowland, enseñando alfabetización en Whitechapel. Otro asociado de este período fue Menella Bute Smedley, siguiendo a las niñas que habían dejado las escuelas de trabajo. Para MABYS, Senior llamó a Bessie Belloc, Barbara Bodichon y la Sra. Knox por su apoyo.

## Familia
Jane se casó con Nassau John Senior, hijo de Nassau William Senior, el 10 de agosto de 1848 en la iglesia de Shaw. Su esposo era abogado, pero no logró hacer más que una carrera irregular en la ley. A partir de 1860 vivieron en Clapham, tomando huéspedes.
El matrimonio fue infeliz. Tuvieron un hijo, Walter Nassau (1850-1933). Se casó con Mabel Barbara Hammersley, hija de Hugh Hammersley y la amiga de su madre, Dulcibella Eden, en 1888.
Dorothea Murray Hughes (1891–1952), hija del hermano de Senior, Hastings Hughes, era enfermera y trabajadora humanitaria. Escribió Jane Elizabeth Senior: A Memoir (1915).